# 科林縣
50°01′41″N 15°12′05″E / 50.02806°N 15.20139°E

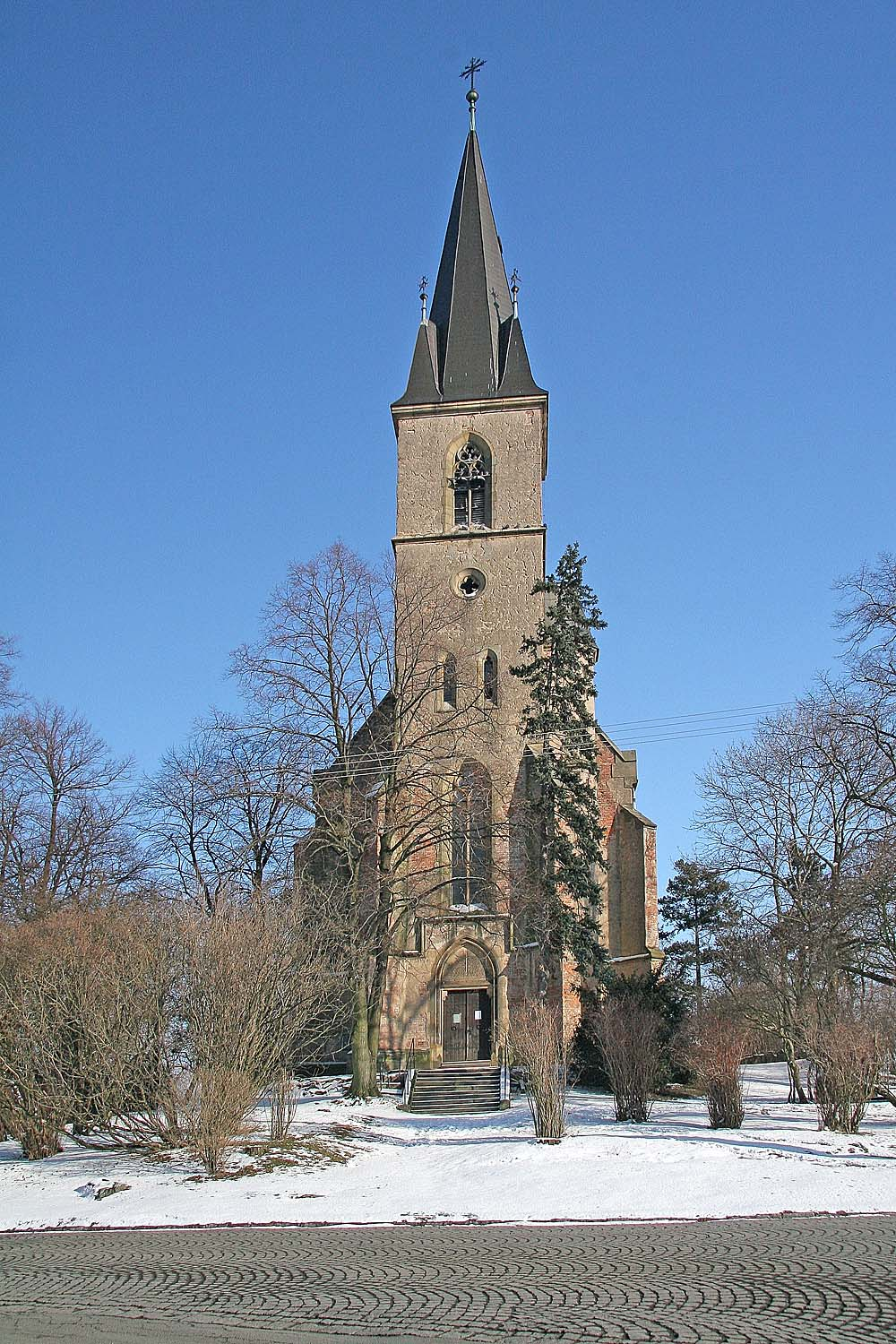

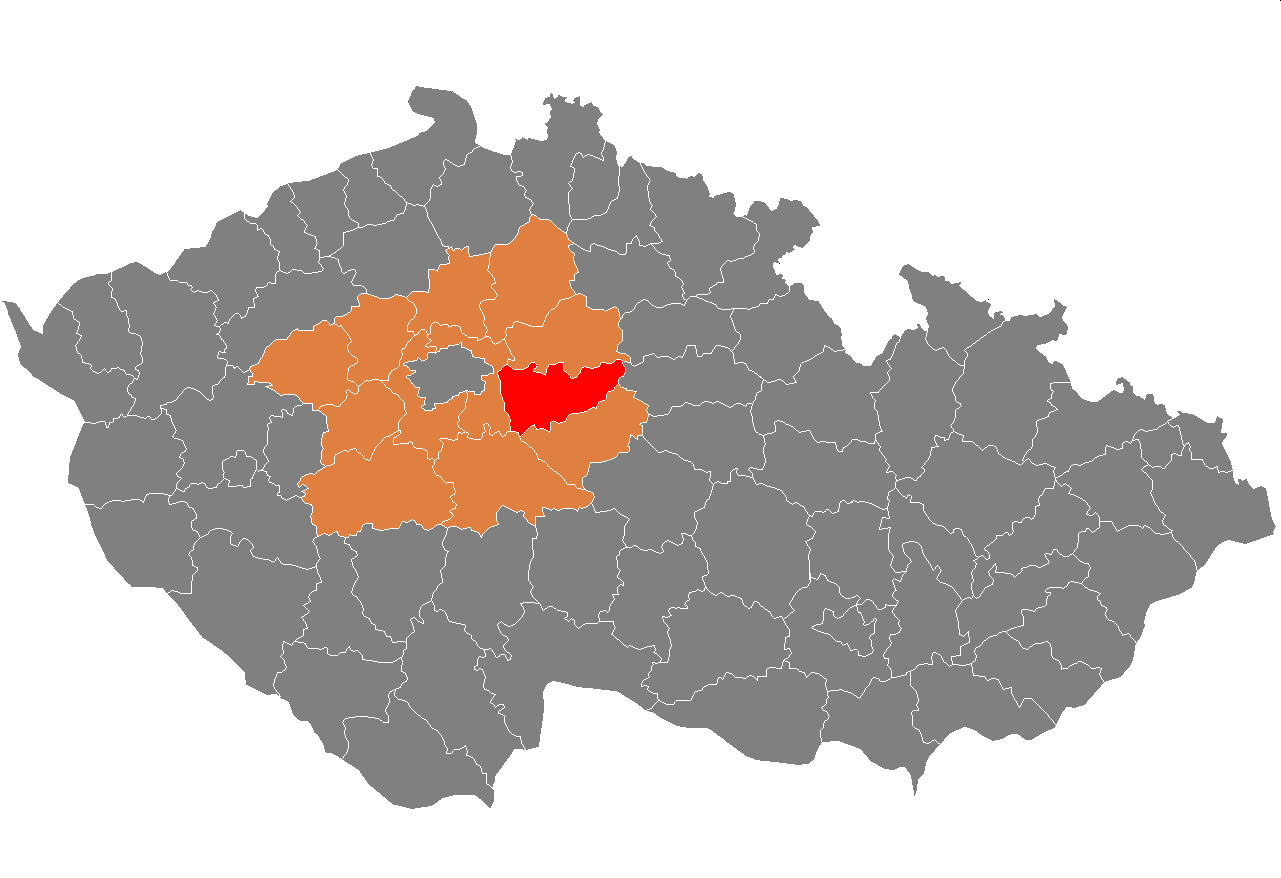

科林縣（捷克語：Okres Kolín），是捷克的縣份，位於該國中部，由中波希米亞州負責管轄，首府設於科林，面積744平方公里，2007年人口90,552，人口密度每平方公里122人。